# Oliver! (brano musicale)
Oliver! è una canzone del musical di Lionel Bart del 1960 Oliver! e dell'omonimo film del 1968. Il musical, debuttato nel West End londinese, è tratto dal romanzo di Charles Dickens Le avventure di Oliver Twist. 

## Nel musical
La canzone viene cantata dai ragazzi dell'orfanotrofio e da Mr. Bumble in una delle prime scene del primo atto del musical. Il piccolo orfano Oliver Twist, affamato, ha avuto l'ardire di chiedere una nuova razione di farinata, mandando su tutte le furie il custode, Mr. Bumble, che, dopo averlo afferrato per la collottola, chiede il nome del reo. Bumble decide di chiudere il bambino in una stanza piccola e buia e di informare la direzione del cattivo comportamento del ragazzo. I direttori, infuriati dall'insolenza del ragazzo, decidono di venderlo come apprendista.